# Tlatolophus
Tlatolophus galorum
Genre
Espèce
Tlatolophus est un genre fossile de dinosaures ornithopodes de la famille des Hadrosauridae, ayant vécu au Mexique actuel au Crétacé supérieur. Tlatolophus galorum est la seule espèce décrite. Proche parent de Parasaurolophus, il s'en rapproche par sa longue crête crânienne en forme de virgule.

## Description
Tlatolophus appartient à la sous-famille des Lambeosaurinae. Le spécimen holotype de Tlatolophus, CIC/P/147, est celui d'un individu de grande taille, peut-être 12 mètres de long. La crête de son crâne mesure 1,32 mètre.

## Découverte
La queue semi-articulée du spécimen holotype CIC / P / 147 a été découverte pour la première fois en 2005 dans les sédiments de la formation Cerro del Pueblo (es) à Coahuila, au Mexique. En 2013, l'Institut national d'anthropologie et d'histoire (INAH) et l'université nationale autonome du Mexique (UNAM) ont lancé un projet commun pour la récupérer. Ce squelette est le plus complet retrouvé au Mexique avec un crâne presque entier, des mâchoires et des parties supplémentaires du squelette post-crânien, y compris une queue articulée. Le nom générique vient du mot nahuatl tlatolli, qui signifie « mot », combiné avec le mot latin lophus (« crête ») en raison de la similitude de la crête avec le glyphe utilisé dans l'iconographie aztèque pour tlatolli, qui ressemble à une virgule inversée. L'espèce porte le nom des familles Garza et López, pour leur collaboration dans la collecte et la préservation du spécimen. La découverte est officiellement annoncée le 13 mai 2021 par l'Institut national d'anthropologie et d'histoire.

## Classification
|  | Tlatolophus galorum                                                               |
|  |                                                                                   |
|  | \| \| Blasisaurus canudoi \| \| \| \| \| \| Charonosaurus jiayinensis \| \| \| \| |
|  |                                                                                   |
|  | Blasisaurus canudoi                                                               |
|  |                                                                                   |
|  | Charonosaurus jiayinensis                                                         |
|  |                                                                                   |

|  | Blasisaurus canudoi       |
|  |                           |
|  | Charonosaurus jiayinensis |
|  |                           |

|  | Parasaurolophus cyrtocristatus                                                      |
|  |                                                                                     |
|  | \| \| Parasaurolophus tubicen \| \| \| \| \| \| Parasaurolophus walkeri \| \| \| \| |
|  |                                                                                     |
|  | Parasaurolophus tubicen                                                             |
|  |                                                                                     |
|  | Parasaurolophus walkeri                                                             |
|  |                                                                                     |

|  | Parasaurolophus tubicen |
|  |                         |
|  | Parasaurolophus walkeri |
|  |                         |

|  | Tlatolophus galorum                                                               |
|  |                                                                                   |
|  | \| \| Blasisaurus canudoi \| \| \| \| \| \| Charonosaurus jiayinensis \| \| \| \| |
|  |                                                                                   |
|  | Blasisaurus canudoi                                                               |
|  |                                                                                   |
|  | Charonosaurus jiayinensis                                                         |
|  |                                                                                   |

|  | Blasisaurus canudoi       |
|  |                           |
|  | Charonosaurus jiayinensis |
|  |                           |

|  | Parasaurolophus cyrtocristatus                                                      |
|  |                                                                                     |
|  | \| \| Parasaurolophus tubicen \| \| \| \| \| \| Parasaurolophus walkeri \| \| \| \| |
|  |                                                                                     |
|  | Parasaurolophus tubicen                                                             |
|  |                                                                                     |
|  | Parasaurolophus walkeri                                                             |
|  |                                                                                     |

|  | Parasaurolophus tubicen |
|  |                         |
|  | Parasaurolophus walkeri |
|  |                         |

|  | Arenysaurus ardevoli     |
|  |                          |
|  | Amurosaurus riabinini    |
|  |                          |
|  | Sahaliyania elunchunorum |
|  |                          |
|  | Velafrons coahuilensis   |
|  |                          |

|  | Corythosaurus casuarius   |
|  |                           |
|  | Corythosaurus intermedius |
|  |                           |

|  | Lambeosaurus lambei         |
|  |                             |
|  | Lambeosaurus magnicristatus |
|  |                             |

|  | Corythosaurus casuarius   |
|  |                           |
|  | Corythosaurus intermedius |
|  |                           |

|  | Lambeosaurus lambei         |
|  |                             |
|  | Lambeosaurus magnicristatus |
|  |                             |

|  | Corythosaurus casuarius   |
|  |                           |
|  | Corythosaurus intermedius |
|  |                           |

|  | Lambeosaurus lambei         |
|  |                             |
|  | Lambeosaurus magnicristatus |
|  |                             |

|  | Corythosaurus casuarius   |
|  |                           |
|  | Corythosaurus intermedius |
|  |                           |

|  | Lambeosaurus lambei         |
|  |                             |
|  | Lambeosaurus magnicristatus |
|  |                             |

|  | Corythosaurus casuarius   |
|  |                           |
|  | Corythosaurus intermedius |
|  |                           |

|  | Lambeosaurus lambei         |
|  |                             |
|  | Lambeosaurus magnicristatus |
|  |                             |

|  | Corythosaurus casuarius   |
|  |                           |
|  | Corythosaurus intermedius |
|  |                           |

|  | Lambeosaurus lambei         |
|  |                             |
|  | Lambeosaurus magnicristatus |
|  |                             |

|  | Corythosaurus casuarius   |
|  |                           |
|  | Corythosaurus intermedius |
|  |                           |

|  | Lambeosaurus lambei         |
|  |                             |
|  | Lambeosaurus magnicristatus |
|  |                             |

|  | Corythosaurus casuarius   |
|  |                           |
|  | Corythosaurus intermedius |
|  |                           |

|  | Lambeosaurus lambei         |
|  |                             |
|  | Lambeosaurus magnicristatus |
|  |                             |

|  | Arenysaurus ardevoli     |
|  |                          |
|  | Amurosaurus riabinini    |
|  |                          |
|  | Sahaliyania elunchunorum |
|  |                          |
|  | Velafrons coahuilensis   |
|  |                          |

|  | Corythosaurus casuarius   |
|  |                           |
|  | Corythosaurus intermedius |
|  |                           |

|  | Lambeosaurus lambei         |
|  |                             |
|  | Lambeosaurus magnicristatus |
|  |                             |

|  | Corythosaurus casuarius   |
|  |                           |
|  | Corythosaurus intermedius |
|  |                           |

|  | Lambeosaurus lambei         |
|  |                             |
|  | Lambeosaurus magnicristatus |
|  |                             |

|  | Corythosaurus casuarius   |
|  |                           |
|  | Corythosaurus intermedius |
|  |                           |

|  | Lambeosaurus lambei         |
|  |                             |
|  | Lambeosaurus magnicristatus |
|  |                             |

|  | Corythosaurus casuarius   |
|  |                           |
|  | Corythosaurus intermedius |
|  |                           |

|  | Lambeosaurus lambei         |
|  |                             |
|  | Lambeosaurus magnicristatus |
|  |                             |

|  | Corythosaurus casuarius   |
|  |                           |
|  | Corythosaurus intermedius |
|  |                           |

|  | Lambeosaurus lambei         |
|  |                             |
|  | Lambeosaurus magnicristatus |
|  |                             |

|  | Corythosaurus casuarius   |
|  |                           |
|  | Corythosaurus intermedius |
|  |                           |

|  | Lambeosaurus lambei         |
|  |                             |
|  | Lambeosaurus magnicristatus |
|  |                             |

|  | Corythosaurus casuarius   |
|  |                           |
|  | Corythosaurus intermedius |
|  |                           |

|  | Lambeosaurus lambei         |
|  |                             |
|  | Lambeosaurus magnicristatus |
|  |                             |

|  | Corythosaurus casuarius   |
|  |                           |
|  | Corythosaurus intermedius |
|  |                           |

|  | Lambeosaurus lambei         |
|  |                             |
|  | Lambeosaurus magnicristatus |
|  |                             |

|  | Arenysaurus ardevoli     |
|  |                          |
|  | Amurosaurus riabinini    |
|  |                          |
|  | Sahaliyania elunchunorum |
|  |                          |
|  | Velafrons coahuilensis   |
|  |                          |

|  | Corythosaurus casuarius   |
|  |                           |
|  | Corythosaurus intermedius |
|  |                           |

|  | Lambeosaurus lambei         |
|  |                             |
|  | Lambeosaurus magnicristatus |
|  |                             |

|  | Corythosaurus casuarius   |
|  |                           |
|  | Corythosaurus intermedius |
|  |                           |

|  | Lambeosaurus lambei         |
|  |                             |
|  | Lambeosaurus magnicristatus |
|  |                             |

|  | Corythosaurus casuarius   |
|  |                           |
|  | Corythosaurus intermedius |
|  |                           |

|  | Lambeosaurus lambei         |
|  |                             |
|  | Lambeosaurus magnicristatus |
|  |                             |

|  | Corythosaurus casuarius   |
|  |                           |
|  | Corythosaurus intermedius |
|  |                           |

|  | Lambeosaurus lambei         |
|  |                             |
|  | Lambeosaurus magnicristatus |
|  |                             |

|  | Corythosaurus casuarius   |
|  |                           |
|  | Corythosaurus intermedius |
|  |                           |

|  | Lambeosaurus lambei         |
|  |                             |
|  | Lambeosaurus magnicristatus |
|  |                             |

|  | Corythosaurus casuarius   |
|  |                           |
|  | Corythosaurus intermedius |
|  |                           |

|  | Lambeosaurus lambei         |
|  |                             |
|  | Lambeosaurus magnicristatus |
|  |                             |

|  | Corythosaurus casuarius   |
|  |                           |
|  | Corythosaurus intermedius |
|  |                           |

|  | Lambeosaurus lambei         |
|  |                             |
|  | Lambeosaurus magnicristatus |
|  |                             |

|  | Corythosaurus casuarius   |
|  |                           |
|  | Corythosaurus intermedius |
|  |                           |

|  | Lambeosaurus lambei         |
|  |                             |
|  | Lambeosaurus magnicristatus |
|  |                             |

|  | Arenysaurus ardevoli     |
|  |                          |
|  | Amurosaurus riabinini    |
|  |                          |
|  | Sahaliyania elunchunorum |
|  |                          |
|  | Velafrons coahuilensis   |
|  |                          |

|  | Corythosaurus casuarius   |
|  |                           |
|  | Corythosaurus intermedius |
|  |                           |

|  | Lambeosaurus lambei         |
|  |                             |
|  | Lambeosaurus magnicristatus |
|  |                             |

|  | Corythosaurus casuarius   |
|  |                           |
|  | Corythosaurus intermedius |
|  |                           |

|  | Lambeosaurus lambei         |
|  |                             |
|  | Lambeosaurus magnicristatus |
|  |                             |

|  | Corythosaurus casuarius   |
|  |                           |
|  | Corythosaurus intermedius |
|  |                           |

|  | Lambeosaurus lambei         |
|  |                             |
|  | Lambeosaurus magnicristatus |
|  |                             |

|  | Corythosaurus casuarius   |
|  |                           |
|  | Corythosaurus intermedius |
|  |                           |

|  | Lambeosaurus lambei         |
|  |                             |
|  | Lambeosaurus magnicristatus |
|  |                             |

|  | Corythosaurus casuarius   |
|  |                           |
|  | Corythosaurus intermedius |
|  |                           |

|  | Lambeosaurus lambei         |
|  |                             |
|  | Lambeosaurus magnicristatus |
|  |                             |

|  | Corythosaurus casuarius   |
|  |                           |
|  | Corythosaurus intermedius |
|  |                           |

|  | Lambeosaurus lambei         |
|  |                             |
|  | Lambeosaurus magnicristatus |
|  |                             |

|  | Corythosaurus casuarius   |
|  |                           |
|  | Corythosaurus intermedius |
|  |                           |

|  | Lambeosaurus lambei         |
|  |                             |
|  | Lambeosaurus magnicristatus |
|  |                             |

|  | Corythosaurus casuarius   |
|  |                           |
|  | Corythosaurus intermedius |
|  |                           |

|  | Lambeosaurus lambei         |
|  |                             |
|  | Lambeosaurus magnicristatus |
|  |                             |

|  | Tlatolophus galorum                                                               |
|  |                                                                                   |
|  | \| \| Blasisaurus canudoi \| \| \| \| \| \| Charonosaurus jiayinensis \| \| \| \| |
|  |                                                                                   |
|  | Blasisaurus canudoi                                                               |
|  |                                                                                   |
|  | Charonosaurus jiayinensis                                                         |
|  |                                                                                   |

|  | Blasisaurus canudoi       |
|  |                           |
|  | Charonosaurus jiayinensis |
|  |                           |

|  | Parasaurolophus cyrtocristatus                                                      |
|  |                                                                                     |
|  | \| \| Parasaurolophus tubicen \| \| \| \| \| \| Parasaurolophus walkeri \| \| \| \| |
|  |                                                                                     |
|  | Parasaurolophus tubicen                                                             |
|  |                                                                                     |
|  | Parasaurolophus walkeri                                                             |
|  |                                                                                     |

|  | Parasaurolophus tubicen |
|  |                         |
|  | Parasaurolophus walkeri |
|  |                         |

|  | Tlatolophus galorum                                                               |
|  |                                                                                   |
|  | \| \| Blasisaurus canudoi \| \| \| \| \| \| Charonosaurus jiayinensis \| \| \| \| |
|  |                                                                                   |
|  | Blasisaurus canudoi                                                               |
|  |                                                                                   |
|  | Charonosaurus jiayinensis                                                         |
|  |                                                                                   |

|  | Blasisaurus canudoi       |
|  |                           |
|  | Charonosaurus jiayinensis |
|  |                           |

|  | Parasaurolophus cyrtocristatus                                                      |
|  |                                                                                     |
|  | \| \| Parasaurolophus tubicen \| \| \| \| \| \| Parasaurolophus walkeri \| \| \| \| |
|  |                                                                                     |
|  | Parasaurolophus tubicen                                                             |
|  |                                                                                     |
|  | Parasaurolophus walkeri                                                             |
|  |                                                                                     |

|  | Parasaurolophus tubicen |
|  |                         |
|  | Parasaurolophus walkeri |
|  |                         |

|  | Arenysaurus ardevoli     |
|  |                          |
|  | Amurosaurus riabinini    |
|  |                          |
|  | Sahaliyania elunchunorum |
|  |                          |
|  | Velafrons coahuilensis   |
|  |                          |

|  | Corythosaurus casuarius   |
|  |                           |
|  | Corythosaurus intermedius |
|  |                           |

|  | Lambeosaurus lambei         |
|  |                             |
|  | Lambeosaurus magnicristatus |
|  |                             |

|  | Corythosaurus casuarius   |
|  |                           |
|  | Corythosaurus intermedius |
|  |                           |

|  | Lambeosaurus lambei         |
|  |                             |
|  | Lambeosaurus magnicristatus |
|  |                             |

|  | Corythosaurus casuarius   |
|  |                           |
|  | Corythosaurus intermedius |
|  |                           |

|  | Lambeosaurus lambei         |
|  |                             |
|  | Lambeosaurus magnicristatus |
|  |                             |

|  | Corythosaurus casuarius   |
|  |                           |
|  | Corythosaurus intermedius |
|  |                           |

|  | Lambeosaurus lambei         |
|  |                             |
|  | Lambeosaurus magnicristatus |
|  |                             |

|  | Corythosaurus casuarius   |
|  |                           |
|  | Corythosaurus intermedius |
|  |                           |

|  | Lambeosaurus lambei         |
|  |                             |
|  | Lambeosaurus magnicristatus |
|  |                             |

|  | Corythosaurus casuarius   |
|  |                           |
|  | Corythosaurus intermedius |
|  |                           |

|  | Lambeosaurus lambei         |
|  |                             |
|  | Lambeosaurus magnicristatus |
|  |                             |

|  | Corythosaurus casuarius   |
|  |                           |
|  | Corythosaurus intermedius |
|  |                           |

|  | Lambeosaurus lambei         |
|  |                             |
|  | Lambeosaurus magnicristatus |
|  |                             |

|  | Corythosaurus casuarius   |
|  |                           |
|  | Corythosaurus intermedius |
|  |                           |

|  | Lambeosaurus lambei         |
|  |                             |
|  | Lambeosaurus magnicristatus |
|  |                             |

|  | Arenysaurus ardevoli     |
|  |                          |
|  | Amurosaurus riabinini    |
|  |                          |
|  | Sahaliyania elunchunorum |
|  |                          |
|  | Velafrons coahuilensis   |
|  |                          |

|  | Corythosaurus casuarius   |
|  |                           |
|  | Corythosaurus intermedius |
|  |                           |

|  | Lambeosaurus lambei         |
|  |                             |
|  | Lambeosaurus magnicristatus |
|  |                             |

|  | Corythosaurus casuarius   |
|  |                           |
|  | Corythosaurus intermedius |
|  |                           |

|  | Lambeosaurus lambei         |
|  |                             |
|  | Lambeosaurus magnicristatus |
|  |                             |

|  | Corythosaurus casuarius   |
|  |                           |
|  | Corythosaurus intermedius |
|  |                           |

|  | Lambeosaurus lambei         |
|  |                             |
|  | Lambeosaurus magnicristatus |
|  |                             |

|  | Corythosaurus casuarius   |
|  |                           |
|  | Corythosaurus intermedius |
|  |                           |

|  | Lambeosaurus lambei         |
|  |                             |
|  | Lambeosaurus magnicristatus |
|  |                             |

|  | Corythosaurus casuarius   |
|  |                           |
|  | Corythosaurus intermedius |
|  |                           |

|  | Lambeosaurus lambei         |
|  |                             |
|  | Lambeosaurus magnicristatus |
|  |                             |

|  | Corythosaurus casuarius   |
|  |                           |
|  | Corythosaurus intermedius |
|  |                           |

|  | Lambeosaurus lambei         |
|  |                             |
|  | Lambeosaurus magnicristatus |
|  |                             |

|  | Corythosaurus casuarius   |
|  |                           |
|  | Corythosaurus intermedius |
|  |                           |

|  | Lambeosaurus lambei         |
|  |                             |
|  | Lambeosaurus magnicristatus |
|  |                             |

|  | Corythosaurus casuarius   |
|  |                           |
|  | Corythosaurus intermedius |
|  |                           |

|  | Lambeosaurus lambei         |
|  |                             |
|  | Lambeosaurus magnicristatus |
|  |                             |

|  | Arenysaurus ardevoli     |
|  |                          |
|  | Amurosaurus riabinini    |
|  |                          |
|  | Sahaliyania elunchunorum |
|  |                          |
|  | Velafrons coahuilensis   |
|  |                          |

|  | Corythosaurus casuarius   |
|  |                           |
|  | Corythosaurus intermedius |
|  |                           |

|  | Lambeosaurus lambei         |
|  |                             |
|  | Lambeosaurus magnicristatus |
|  |                             |

|  | Corythosaurus casuarius   |
|  |                           |
|  | Corythosaurus intermedius |
|  |                           |

|  | Lambeosaurus lambei         |
|  |                             |
|  | Lambeosaurus magnicristatus |
|  |                             |

|  | Corythosaurus casuarius   |
|  |                           |
|  | Corythosaurus intermedius |
|  |                           |

|  | Lambeosaurus lambei         |
|  |                             |
|  | Lambeosaurus magnicristatus |
|  |                             |

|  | Corythosaurus casuarius   |
|  |                           |
|  | Corythosaurus intermedius |
|  |                           |

|  | Lambeosaurus lambei         |
|  |                             |
|  | Lambeosaurus magnicristatus |
|  |                             |

|  | Corythosaurus casuarius   |
|  |                           |
|  | Corythosaurus intermedius |
|  |                           |

|  | Lambeosaurus lambei         |
|  |                             |
|  | Lambeosaurus magnicristatus |
|  |                             |

|  | Corythosaurus casuarius   |
|  |                           |
|  | Corythosaurus intermedius |
|  |                           |

|  | Lambeosaurus lambei         |
|  |                             |
|  | Lambeosaurus magnicristatus |
|  |                             |

|  | Corythosaurus casuarius   |
|  |                           |
|  | Corythosaurus intermedius |
|  |                           |

|  | Lambeosaurus lambei         |
|  |                             |
|  | Lambeosaurus magnicristatus |
|  |                             |

|  | Corythosaurus casuarius   |
|  |                           |
|  | Corythosaurus intermedius |
|  |                           |

|  | Lambeosaurus lambei         |
|  |                             |
|  | Lambeosaurus magnicristatus |
|  |                             |

|  | Arenysaurus ardevoli     |
|  |                          |
|  | Amurosaurus riabinini    |
|  |                          |
|  | Sahaliyania elunchunorum |
|  |                          |
|  | Velafrons coahuilensis   |
|  |                          |

|  | Corythosaurus casuarius   |
|  |                           |
|  | Corythosaurus intermedius |
|  |                           |

|  | Lambeosaurus lambei         |
|  |                             |
|  | Lambeosaurus magnicristatus |
|  |                             |

|  | Corythosaurus casuarius   |
|  |                           |
|  | Corythosaurus intermedius |
|  |                           |

|  | Lambeosaurus lambei         |
|  |                             |
|  | Lambeosaurus magnicristatus |
|  |                             |

|  | Corythosaurus casuarius   |
|  |                           |
|  | Corythosaurus intermedius |
|  |                           |

|  | Lambeosaurus lambei         |
|  |                             |
|  | Lambeosaurus magnicristatus |
|  |                             |

|  | Corythosaurus casuarius   |
|  |                           |
|  | Corythosaurus intermedius |
|  |                           |

|  | Lambeosaurus lambei         |
|  |                             |
|  | Lambeosaurus magnicristatus |
|  |                             |

|  | Corythosaurus casuarius   |
|  |                           |
|  | Corythosaurus intermedius |
|  |                           |

|  | Lambeosaurus lambei         |
|  |                             |
|  | Lambeosaurus magnicristatus |
|  |                             |

|  | Corythosaurus casuarius   |
|  |                           |
|  | Corythosaurus intermedius |
|  |                           |

|  | Lambeosaurus lambei         |
|  |                             |
|  | Lambeosaurus magnicristatus |
|  |                             |

|  | Corythosaurus casuarius   |
|  |                           |
|  | Corythosaurus intermedius |
|  |                           |

|  | Lambeosaurus lambei         |
|  |                             |
|  | Lambeosaurus magnicristatus |
|  |                             |

|  | Corythosaurus casuarius   |
|  |                           |
|  | Corythosaurus intermedius |
|  |                           |

|  | Lambeosaurus lambei         |
|  |                             |
|  | Lambeosaurus magnicristatus |
|  |                             |